# Mother of George
Mother of George es una película dramática nigeriana de 2013 dirigida por Andrew Dosunmu sobre una pareja nigeriana recién casada en Brooklyn que poseen y administran un pequeño restaurante mientras enfrentan sus problemas de fertilidad. Fue producida por Patrick S. Cunningham y Rhea Scott.
Fue estrenada en la competencia dramática de Estados Unidos durante el Festival de cine de Sundance 2013. El director de fotografía Bradford Young ganó el Premio de Cinematografía por su trabajo en esta película y en Ain't Them Bodies Saints. La película también fue seleccionada para la noche de clausura del festival de cine de Maryland 2013.
Fue adquirida para su distribución en Estados Unidos por Oscilloscope Laboratories.

## Sinopsis
Ayodele (Issach de Bankolé) y Adenike (Danai Gurira) Balogunson son una pareja de recién casados. Pero a pesar de cumplir con las tradiciones nigerianas de fertilidad Adelike no consigue quedar embarazada. Tras una visita al doctor, ella descubre que su caso tiene solución. El único problema es que su esposo se niega a cooperar.
En busca del anhelado hijo se mencionan distintas opciones que van desde la adopción hasta la idea sugerida por su suegra, Mama Ayo: Adenike podría concebir un hijo con su cuñado, Biyi (Tony Okungbowa), quien inicialmente se niega a participar en el plan, pero finalmente cede. Después de esto, Adenike queda embarazada y Ayodele cree que es el padre del bebé que espera su esposa.

## Elenco
- Isaach de Bankolé como Ayodele
- Danai Gurira como Adenike
- Bukky Ajayi como Ma Ayo
- Tony Okungbowa como Biyi
- Yaya DaCosta como Sade

## Recepción
Recibió elogios de la crítica y mantiene una calificación del 93% en Rotten Tomatoes basada en 40 revisiones, con un promedio de 7.1 sobre 10. El consenso del sitio dice: "El estilo del director Andrew Dosunmu requiere algo de tiempo para acostumbrarse, pero Mother of George lo compensa con una actuación poderosa, un guion reflexivo e imágenes espléndidas". De igual forma, ha sido elogiada por su excelente trabajo de cámara, ambientación y trama, aunque el guion ha recibido algunas críticas. Fue catalogada como una de las selecciones de críticos del New York Times.